# Mistrovství světa v atletice 2009 – Muži 110 metrů překážek
Běh na 110 metrů překážek mužů na Mistrovství světa v atletice 2009 se uskutečnil
na berlínském olympijském stadionu ve dnech 19. srpna a 20. srpna.

## Finálové výsledky
Finále překážek se odehrálo 20. srpna od 20:55 bez světového rekordmana, Kubánce Dayrona Roblese, který nedokončil semifinálový běh kvůli svalovému zranění. Na startu naopak nechyběl český reprezentant Petr Svoboda. Ten zaběhl v semifinále čtvrtý nejlepší čas 13,33 s. Mezi hlavní favority ale především patřili oba Američané. David Payne coby stříbrný medailista z Pekingu a Terrence Trammell, jenž získal stříbro na olympiádě v Sydney i Athénách. V cíli se ovšem radoval teprve jednadvacetiletý Ryan Brathwaite z Barbadosu, který o jednu setinu předčil americké duo. Petr Svoboda se stal na mistrovství světa druhým nejlepším Evropanem. Předčil ho jen Brit William Sharman, který doběhl na čtvrtém místě v novém osobním maximu. Byl i nejlepším atletem bílé pleti v této disciplíně.
| Umístění         | Jméno             | Národnost          | Výsledný čas |
| Zlatá medaile    | Ryan Brathwaite   | Barbados           | 13,14 s (NR) |
| Stříbrná medaile | Terrence Trammell | USA                | 13,15 s      |
| Bronzová medaile | David Payne       | USA                | 13,15 s      |
| 4.               | William Sharman   | Spojené království | 13,30 s (PB) |
| 5.               | Maurice Wignall   | Jamajka            | 13,31 s (SB) |
| 6.               | Petr Svoboda      | Česko              | 13,38 s      |
| 7.               | Dwight Thomas     | Jamajka            | 13,56 s      |
| 8.               | Wei Ji            | Čína               | 13,57 s      |
| ---------------- | ----------------- | ------------------ | ------------ |